# 三菱・6B3型エンジン
三菱・6B3型エンジンは、三菱自動車工業が開発・製造したV型6気筒エンジンの形式。弁機構はSOHCが用いられる。
日本国内においてこのエンジンが搭載されている車種は存在せず、海外市場専売車種に搭載された。

## 概要
このエンジン登場まで三菱製の3Lクラスのエンジンとして主流であった6G7型エンジンの後継にあたる。初登場は2006年10月にデビューした北米仕様のアウトランダーに搭載されてのことであり、日本においても日本仕様のアウトランダーに2007年10月のマイナーチェンジで搭載されているが、いわゆるエコカー減税・補助金開始後の2009年8月に行われたマイナーチェンジで搭載グレードがなくなっている。

アウトランダー登場以後の搭載例は2008年登場のパジェロスポーツのみとなっており、現存の車種に従来までのエンジンを置き換える形で搭載された例はない。また理由は不明だが、アウトランダーとほぼ時期を同じくして登場したパジェロには3Lエンジン搭載グレードでも従来型の6G72が搭載された。

## 6B31
- エンジン構成 60度バンク角・24バルブ・SOHC・MIVEC
- 排気量 2998cc
- ボアピッチ 98mm
- ボア(mm)×ストローク(mm) 87.6×82.9
- 圧縮比
  - (1) 9.5:1
  - (2) 10.5:1
- 最大出力
  - (1) 220ps(162kw)/6250rpm
  - (2) 230ps(169kw)/6250rpm
- 最大トルク
  - (1) 28.1kg･m(276N･m)/4000rpm
  - (2) 29.6kg･m(291N･m)/3750rpm
- 搭載車種
  - (1)
    - アウトランダー 2007-2009(日本仕様)・ 2006-2010(海外仕様)
    - パジェロスポーツ 2010-2021

  - (2)
    - アウトランダー (海外仕様)2010-2021